# Куп Србије у фудбалу 2022/23.
Куп Србије у фудбалу 2022/23. је седамнаесто такмичење организовано под овим називом од стране Фудбалског савеза Србије.

## Учесници
Пропозицијама је предвиђено да у завршном делу такмичења за Куп Србије у фудбалу 2022/23. учествује:
- 16 (шеснаест) клубова Суперлиге Србије 2021/22,
- 16 (шеснаест) клубова Прве лиге Србије 2021/22,
- 5 (пет) клубова победника куп такмичења за фудбалски Куп Србије организованих у оквиру територијалних фудбалских савеза.

## Календар такмичења
- Претколо: 14. септембар 2022.
- Шеснаестина финала: 19. октобар 2022.
- Осмина финала: 9. новембар 2022.
- Четвртфинале: 3. мај 2023.
- Полуфинале: 17. мај 2023.
- Финале: 25. мај 2023.[а][1]

## Претколо
У завршни део такмичења за овосезонски Куп Србије у фудбалу пласирало се 37 клубова, а у шеснаестини финала има места само за 32, те је било неопходно да се одигра 5 утакмица преткола у циљу смањења броја учесника. У претколу учествује 10 клубова — пет победника купова територијалних савеза и тимови који су се у претходној сезони Прве лиге Србије нашли од 12. до 16. места.
Игра се једна утакмица код првоименоване екипе. Према пропозицијама такмичења, уколико се утакмица заврши нерешеним резултатом, одмах ће се изводити једанаестерци.

## Шеснаестина финала
Жреб парова шеснаестине финала Купа Србије у сезони 2022/23. обављен је 19. септембра 2022. године у просторијама Фудбалског савеза Србије. У првој групи на жребу требало је да се налази свих шеснаест учесника Суперлиге Србије 2021/22, а у другој једанаест најбоље пласираних учесника Прве лиге Србије 2021/22. и пет победника утакмица у претколу. Међутим, након фузије са Пролетером, прошлосезонским суперлигашем, Нови Сад 1921 је прешао у прву групу. Клубови из друге групе обавезно су били домаћини.
Игра се једна утакмица код првоименоване екипе. Према пропозицијама такмичења, уколико се утакмица заврши нерешеним резултатом, одмах ће се изводити једанаестерци.
| Раднички Сремска Митровица                   | 1 : 1 Извештај | Партизан                        |
| -------------------------------------------- | -------------- | ------------------------------- |
| Маринковић 90+2’                             |                | Андраде 18’                     |
| Пенали                                       |                |                                 |
| Спасојевић · Петровић · Ковачевић · Ристовић | 2 : 0          | Гомес Живковић Урошевић Андраде |

| Мачва | 0 : 2 Извештај | Црвена звезда                |
| ----- | -------------- | ---------------------------- |
|       |                | Милуновић 48’ · Кангва 90+2’ |

| Инђија Тојо тајерс | 0 : 2 Извештај | Напредак Крушевац     |
| ------------------ | -------------- | --------------------- |
|                    |                | Мићин 41’ · Матић 76’ |

| Јавор Матис | 0 : 0 Извештај | Раднички Ниш |
| ----------- | -------------- | ------------ |
|             |                |              |
| Пенали      |                |              |
|             | 5 : 6          |              |

| Железничар Панчево                   | 3 : 0 Извештај | Нови Сад 1921 |
| ------------------------------------ | -------------- | ------------- |
| Гргић 17’ · Зувић 61’ · Ђорђевић 63’ |                |               |

| ИМТ                       | 2 : 1 Извештај | Раднички 1923 |
| ------------------------- | -------------- | ------------- |
| Радочај 70’ · Луковић 72’ |                | Да Силва 81’  |

| Жарково       | 1 : 1 Извештај | Колубара |
| ------------- | -------------- | -------- |
| Новитовић 68’ |                | Илић 79’ |
| Пенали        |                |          |
|               | 4 : 5          |          |

| Раднички Нови Београд           | 2 : 1 Извештај | Младост Лучани  |
| ------------------------------- | -------------- | --------------- |
| Ђорђевић 51’ · Станимировић 72’ |                | Јојић 28’ (пен) |

| ГФК Јагодина            | 1 : 2 Извештај | Нови Пазар                           |
| ----------------------- | -------------- | ------------------------------------ |
| Станисављевић 28’ (пен) |                | Станојловић 32’ · Никчевић 68’ (пен) |

| Лозница   | 1 : 2 Извештај | ТСЦ Бачка Паланка              |
| --------- | -------------- | ------------------------------ |
| Матић 69’ |                | Ристић 67’ (а.г.) · Ратков 72’ |

| Полет Љубић | 0 : 1 Извештај | Радник Сурдулица |
| ----------- | -------------- | ---------------- |
|             |                | Богдановић 21’   |

| Златибор | 0 : 2 Извештај | Чукарички                         |
| -------- | -------------- | --------------------------------- |
|          |                | Вујадиновић 44’ · Доцић 65’ (пен) |

| Кабел  | 0 : 0 Извештај | Металац Горњи Милановац |
| ------ | -------------- | ----------------------- |
|        |                |                         |
| Пенали |                |                         |
|        | 4 : 5          |                         |

| Младост ГАТ             | 2 : 0 Извештај | Вождовац |
| ----------------------- | -------------- | -------- |
| Димитров 7’ · Арсић 84’ |                |          |

| Рад | 0 : 2 Извештај | Спартак Ждрепчева крв            |
| --- | -------------- | -------------------------------- |
|     |                | Срећковић 71’ (пен) · Хрстић 75’ |

| Графичар      | 1 : 1 Извештај | Војводина |
| ------------- | -------------- | --------- |
| Митуљикић 48’ |                | Чумић 86’ |
| Пенали        |                |           |
|               | 0 : 3          |           |

## Осмина финала
Жреб парова осмине финала Купа Србије у сезони 2022/23. обављен је 3. новембра 2022. године у просторијама Фудбалског савеза Србије.
Игра се једна утакмица код првоименоване екипе. Према пропозицијама такмичења, уколико се утакмица заврши нерешеним резултатом, одмах ће се изводити једанаестерци.
| Раднички Нови Београд | 1 : 2 Извештај | Радник Сурдулица |
| --------------------- | -------------- | ---------------- |
| Којић 84’             |                | Даноски 15’, 85’ |

| ТСЦ Бачка Топола        | 2 : 0 Извештај | Железничар Панчево |
| ----------------------- | -------------- | ------------------ |
| Мирчевски 3’ (пен), 32’ |                |                    |

| Раднички Ниш                          | 3 : 0 Извештај | ИМТ |
| ------------------------------------- | -------------- | --- |
| Штулић 26’ · Петров 65’ · Пејовић 88’ |                |     |

| Нови Пазар      | 2 : 1 Извештај | Колубара |
| --------------- | -------------- | -------- |
| Гаврић 31’, 44’ |                | Илић 43’ |

| Војводина               | 2 : 1 Извештај | Младост ГАТ     |
| ----------------------- | -------------- | --------------- |
| Николић 54’ · Симић 84’ |                | Арсић 15’ (пен) |

| Раднички Сремска Митровица | 1 : 3 Извештај | Црвена звезда                         |
| -------------------------- | -------------- | ------------------------------------- |
| Ђорђевић 38’ (пен)         |                | Иванић 43’ · Ракоњац 56’ · Кангва 65’ |

| Металац Горњи Милановац | 0 : 2 Извештај | Чукарички                       |
| ----------------------- | -------------- | ------------------------------- |
|                         |                | Спасојевић 21’ · Аџић 62’ (пен) |

| Спартак Ждрепчева крв | 0 : 1 Извештај | Напредак Крушевац |
| --------------------- | -------------- | ----------------- |
|                       |                | Шарић 38’         |

## Четвртфинале
Жреб парова четвртфинала Купа Србије у сезони 2022/23. обављен је 30. марта 2023. године у просторијама Фудбалског савеза Србије.
Игра се једна утакмица код првоименоване екипе. Према пропозицијама такмичења, уколико се утакмица заврши нерешеним резултатом, одмах ће се изводити једанаестерци.
| Напредак Крушевац                     | 0 : 0 Извештај | Црвена звезда                                  |
| ------------------------------------- | -------------- | ---------------------------------------------- |
|                                       |                |                                                |
| Пенали                                |                |                                                |
| Шарић · Керкез · Ђековић · Путинчанин | 2 : 4          | Ракоњац · Азаров · Иванић · Мијатовић · Букари |

| ТСЦ Бачка Топола                             | 4 : 0 Извештај | Нови Пазар |
| -------------------------------------------- | -------------- | ---------- |
| Вукић 9’ · Илић 35’, 74’ · Курдић 63’ (а.г.) |                |            |

| Радник Сурдулица | 0 : 1 Извештај | Чукарички    |
| ---------------- | -------------- | ------------ |
|                  |                | Ивановић 14’ |

| Раднички Ниш | 0 : 1 Извештај | Војводина   |
| ------------ | -------------- | ----------- |
|              |                | Николић 43’ |

## Полуфинале
Жреб парова полуфинала Купа Србије у сезони 2022/23. обављен је 5. маја 2023. године у просторијама Фудбалског савеза Србије. Парове је извлачио Радован Кривокапић.
Игра се једна утакмица код првоименоване екипе. Према пропозицијама такмичења, уколико се утакмица заврши нерешеним резултатом, одмах ће се изводити једанаестерци.
| ТСЦ Бачка Топола | 0 : 3 Извештај | Црвена звезда                                   |
| ---------------- | -------------- | ----------------------------------------------- |
|                  |                | Канга 36’ (пен) · Иванић 56’ · Кангва 70’ (пен) |

| Војводина | 0 : 1 Извештај | Чукарички |
| --------- | -------------- | --------- |
|           |                | Аџић 71’  |

## Финале
| Црвена звезда  | 2 : 1 Извештај | Чукарички |
| -------------- | -------------- | --------- |
| Пешић 61’, 76’ |                | Доцић 21’ |

| Победник Купа Србије у фудбалу 2022/23. |
| --------------------------------------- |
| ФК Црвена звезда 6. титула              |